# Dawa
La dawa (de l'àrab دعوة, daʿwa) és l'acció de predicar l'islam. El musulmà que practica la dawa com a treballador religiós o voluntari de la comunitat és anomenat daï (duà en plural). Un daï és, doncs, una persona que convida a la gent a entendre l'islam, per la qual cosa se l'ha considerat l'equivalent islàmic del missioner cristià, en tant que convida la gent a la fe, l'oració o a la vida islàmica.

## Objectius de ladawa
En la teologia islàmica, la finalitat de la dawa és convidar les persones, tant musulmans com no musulmans, per entendre l'adoració de Déu, tal com s'expressa en l'Alcorà i la sunna, així com informar-los sobre Muhàmmad. La dawa s'orienta cap a la conversió a l'islam, i al mateix temps fa créixer la força de la comunitat musulmana. La dawa o la crida de Déu és el mitjà pel qual el Muhàmmad va difondre el seu missatge. El Profeta i els seus seguidors o Umma van assumir la responsabilitat de la dawa per a la gent de la seva època.